# Hydrazine
Hydrazine (IUPAC-naam: diazaan) is een anorganische verbinding van stikstof en waterstof, met als molecuulformule N2H4. Het is een kleurloze, olieachtige vloeistof met een op ammoniak lijkende geur.

## Synthese
Hydrazine kan bereid worden door middel van de Raschig-synthese. Dit is een voorzichtige oxidatie van een geconcentreerde ammoniakoplossing met natriumhypochloriet, waarbij als intermediair chlooramine ontstaat:
{\displaystyle {\ce {NH3 + NaOCl -> NH2Cl + NaOH}}}
{\displaystyle {\ce {NH2Cl + NH3 + NaOH -> N2H4 + NaCl + H2O}}}
Het Bayer-proces betreft de oxidatie van ammoniak met natriumhypochloriet, in aanwezigheid van aceton. Hierbij ontstaat eerst een ketazine, dat vervolgens gehydrolyseerd wordt tot hydrazine:
{\displaystyle {\ce {2NH3 + NaOCl + 2 (CH3)2CO}}}
{\displaystyle {\ce {-> (CH3)2C=N-N=C(CH3)2 + 3H2O + NaCl}}}
{\displaystyle {\ce {(CH3)2C=N-N=C(CH3)2 + 2H2O -> N2H4 + 2(CH3)2CO}}}
Een andere synthese-route is het acetonproces waarbij aceton met ureum reageert tot hydrazine en organische restproducten.
Het Pechiney-Ugine-Kuhlmann-proces betreft de oxidatie van ammoniak met waterstofperoxide, in aanwezigheid van butanon als ketazinevormend reagens. Daarbij worden aceetamide en natriumdiwaterstoffosfaat als activatoren gebruikt.
{\displaystyle {\ce {2NH3 + H2O2 + 2 (CH3 CH2)2CO}}}
{\displaystyle {\ce {-> (CH3 CH2)2C=N-N=C(CH3 CH2)2 + 4H2O}}}
{\displaystyle {\ce {(CH3 CH2)2C=N-N=C(CH3 CH2)2 + 2 H2O}}}
{\displaystyle {\ce {-> N2H4 + 2 (CH3 CH2)2CO}}}

## Eigenschappen en reacties
Hydrazine bevat een enkele covalente N-N-binding. Het formele oxidatiegetal van stikstof in deze verbinding is -II. Dat maakt de stof vrij instabiel. Hydrazine is meestal slechts in verdunde oplossing verkrijgbaar (in THF of water), omdat het in zuivere vorm explosief is. Hydrazine heeft een aantal eigenschappen met ammoniak gemeen. Het is bijvoorbeeld goed in water oplosbaar en heeft basische eigenschappen door aanwezigheid van een nucleofiel vrij elektronenpaar op stikstof. Daarnaast kan het zowel als oxidator als reductor optreden en produceert als reductor stikstofgas, dat uit het reactiemidden ontwijkt. De reducerende capaciteiten van hydrazine worden gebruikt in reacties zoals de Wolff-Kishner-reductie. Oxidatie van hydrazine levert een azoverbinding.

## Derivaten
Gesubstitueerde derivaten van hydrazines (alkylhydrazines) worden hydrazines of soms azines genoemd (niet te verwarren met de heterocyclische azines). Enkele voorbeelden van hydrazines :
- 1,1-dimethylhydrazine
- Methylhydrazine
- Fenylhydrazine

Een speciale groep azines wordt gevormd door verbindingen die ontstaan zijn uit een carbonylgroep en hydrazine onder afsplitsing van water: R1R2C=N−N=CR3R4.

## Toepassingen
De stof wordt toegepast als raketbrandstof, met name voor hulpraketten en stuurraketten, en in elektrochemische cellen: bij de verbranding van 1 mol van de vaste stof komt namelijk 3 mol gas en veel warmte vrij: een zeer expansieve reactie.
Bij (jacht)vliegtuigen vindt hydrazine toepassing als nood-energiebron, niet zozeer voor de voortstuwing, maar om turbines te doen draaien die elektriciteit produceren bij motordefect. Een voorbeeld is de  F-16. De besturing van de F-16 functioneert niet meer als de straalmotor uitvalt. De elektrische controlesystemen en de hydraulische druk vallen dan uit. Daarom wordt bij uitval van de motor van een F-16 het hydrazinesysteem (Emergency Power Unit - EPU) gebruikt om de benodigde energie te leveren. Dit gebeurt door vloeibare hydrazine over een katalysator te leiden, waardoor het onmiddellijk in gas verandert (explosieve expansie) en daardoor een hoge druk levert voor de aandrijving van de turbine. Het vliegtuig blijft zo nog ongeveer negen minuten bestuurbaar na uitval van de motor.
Hydrazine wordt ook gebruikt in stoomketels. De in water opgeloste hydrazine die wordt geïnjecteerd, zal door de verhoogde temperatuur gedeeltelijk of volledig ontbinden in ammoniak. Dit is gunstig voor de condensaatleidingen, omdat ammoniak meegaat met de stoom en zorgt voor een basisch milieu. Het gebruik van hydrazine is minder gangbaar dan de injectie van ammoniak, en zal eerder te vinden zijn bij hogedrukketels. In de stoomketel fungeert hydrazine als restzuurstofbinder en heeft tevens de eigenschap om het metaal te passiveren.

## Toxicologie en veiligheid
Hydrazine is een zeer ontvlambaar, vluchtig en ontplofbaar product met een geur van ammoniak. In contact met lucht ontstaat rook. Het is ook zeer giftig voor mens en dier; mensen nemen de geur pas waar bij een concentratie die boven de giftige dosis ligt, 2 à 3 ppm respectievelijk 0,1 ppm.
Hydrazine is daarnaast mogelijk kankerverwekkend, al is weinig bekend over de toxiciteit van hydrazine bij de mens. Blootstelling van de huid, slijmvliezen en ogen aan hydrazine kan brandwonden veroorzaken en de stof kan door de gezonde huid in het lichaam binnendringen. Hydrazine irriteert de bovenste luchtwegen.
In dierproeven veroorzaakt een acuut giftige dosis een stimulatie van het centraal zenuwstelsel die leidt tot hyperactiviteit, bevingen en stuiptrekkingen.
Chronische intoxicatie leidt tot leverontsteking. Hydrazine remt de enzymen die vitamine B6 als co-enzym gebruiken. Daarnaast kunnen stoornissen van de bloedvorming optreden en kunnen de rode bloedcellen kapotgaan wat leidt tot ademnood.
Piloten van gevechtsvliegtuigen kunnen blootgesteld worden aan hydrazine na een crash of na inschakeling van de Emergency Power Unit, evenals technici als zij fouten maken bij het onderhoud van de vliegtuigen.